# Euskal Herrian Euskaraz
Euskal Herrian Euskaraz (EHE) és una associació basca fundada l'any 1979. El seu objectiu principal és aconseguir viure completament en basc al País Basc, per això denuncia els atacs contra la llengua basca i reivindica els drets lingüístics de les persones bascoparlants.

## Història
La Fira de Durango va ser el lloc escollit per a la presentació d'Euskal Herrian Euskaraz el 4 de novembre de 1979. Va iniciar el seu camí amb el lema: Euskararik gabe, Euskal Herririk ez («Sense basc, no hi ha País Basc»). El 12 de desembre de 1979, l'EHE va dur a terme la seva primera acció pública: 45 persones van organitzar una assentada a la seu del Consell General Basc per a denunciar la discriminació que patia el basc a les institucions oficials.
La crida a l'oficialitat del basc va ser forta els primers anys: el 1980, 10.000 persones a Bilbao van vindicar el basc com a llengua oficial, el 2002 es van trobar al barri de Behobia d'Irun nombroses persones bascoparlants de les tres administracions del País Basc (Iparralde, Navarra i Comunitat Autònoma del País Basc), i a Pamplona el 2003 l'EHE va reunir 5.000 persones per a proclamar la plena oficialitat de l'èuscar.